# Дом Авен
Дом Авен (фр. Maison d’Avesnes, нидерл. Huis van Avesnes) — средневековый аристократический род во Франции и Нидерландах.

## История рода Авен
Около 1000 года вся местность вокруг нынешнего города Авен-сюр-Эльп (во французском департаменте Нор) входила в состав графства Геннегау. Одним из самых могущественных вассалов графа был Ведерих Рыжий, или Ведерик, синьор Лозе и Конде. Сын Ведериха, Ведерих II Бородатый и внук Теобальд построили в Авене-сюр-Эльп замок, ставший родовым гнездом фамилии Авен. Единственная дочь Ведериха Ада вышла замуж за фогта города Дорник (Турне) Фастрадуса де Уази (ум. 5 июня 1093).
После того, как род Ведериха угас, семейство Уази унаследовала большую часть их владений. Уже сын Фастрадуса Госвин титуловался синьором Авен, Конде и Лузе. Благодаря этому Уази вошли в число влиятельнейших домов Геннегау. С одной стороны для представителей рода Уази было необходимо упрочить новый высокий социальный статус семьи, с другой — их усилия были направлены на увеличение фамильного лена. Эта стратегия имела успех, учитывая тот факт, что около 1100 года Теобальд де Авен, внучатый племянник Госвина де Уази, женился на Рихильде де Геннегау, дочери графа Бодуэна III. Несмотря на то, что Теобальд умер молодым и этот брак не имел значительных для Авенов последствий, он указывает на высокое положение этой фамилии при дворе Геннегау.
Одной из замечательных фигур европейской политики XII столетия был Жак I д’Авен (Якоб ван Авен, ум. 1191). При помощи короля Англии Ричарда Львиное Сердце ему удалось войти самому и ввести своих детей в круг высшей французской аристократии. Король Ричард нуждался в поддержке французскогй знати и, в свою очередь, не оставлял вниманием своих любимцев. Благодаря этому старший сын Жака I д’Авена, Готье II д’Авен, женился на наследнице из дома графов Шампань и стал графом Блуа и Шартра. Его брат Бурхард ван Авен женился на сестре графини Фландрии. Также и дочери Жака де Авена вышли замуж за представителей высшей французской знати: Матильда стала графиней Шини, Ида — графиней Энгиена и Ада — графиней Суассонской.
В то время как графство Блуа после смерти Уолтера и его единственной дочери-наследницы для Авенов было потеряно и перешло к дому Шатийон, потомки Бурхарда смогли утвердиться во Фландрии и, несмотря на все перипетии последовавшего затем фландро-геннегауского наследственного конфликта, сумели в конце концов закрепить за своим родом графство Геннегау. Сын Буркхарда, Жан I д’Авен 9 октября 1246 года во Франкфурте-на-Майне сочетался браком с сестрой германского императора Вильгельма Голландского. После того, как граф Голландии Жан I скончался в 1299 году, не оставив наследников, сын Иоанна Авена ван Геннегау, Жан II д’Авен предъявил свои права на земли своего покойного голландского родственника. Так как права дома Авен на голландское наследство были наиболее весомыми, к ним перешли Голландия и Зеландия, и Иоанн II правил вплоть до своей смерти 22 августа 1304 года объединёнными в виде унии графствами Геннегау, Голландия, Зеландия и Фландрия. Дому Авен принадлежали все эти земли вплоть до гибели графа Виллема IV в 1345 году. Наследником Виллема стала его старшая сестра Маргарита, жена германского императора Людвига IV Виттельсбаха. Таким образом унаследовавший права рода Авенов на их земли в Нидерландах, второй сын Маргариты и Людвига IV Виллем V принадлежал уже к баварскому роду Виттельсбахов.

## Графы Геннегау и Голландии из дома Авен
- Жан I д'Авен (1218—1257), с 1246 — граф Геннегау, женат на Алейде Голландской (ум. 1284), с 1258 года — регентше Голландии, дочери графа Голландии Флориса IV.
- Жан II д'Авен (1247-22 августа 1304), с 1280 — граф Геннегау, с 1299 — граф Голландии, женат на Филиппине Люксембургской (ум. 1311), дочери Генриха V Люксембургского из дома Лимбург-Арлон.
- Вельгельм I Добрый (ум. 1337), с 1304 — граф Голландии и Геннегау, женат на Жанне Валуа (ум. 1342), дочери Карла I Валуа, графа Валуа (дом Валуа).
- Вильгельм II (ум. 1345), с 1337 — граф Голландии и Геннегау, женат с 1334 года на Жанне Брабантской (ум. 1406), герцогине Брабанта и Лимбурга, дочери герцога Брабанта Иоанна III.
- Маргарита (ум. 1356), с 1345 — графиня Голландии, Зеландии и Геннегау, замужем с 1324 года за Людвигом IV (ум. 1347), герцогом Баварии (с 1294), германо-римским королём (с 1314) и императором (с 1328) из рода Виттельсбахов.